# Katharina Dröge
Katharina Dröge, née le 16 septembre 1984 à Münster, est une femme politique allemande, membre d'Alliance 90/Les Verts. Elle est élue députée au Bundestag en 2013, où elle copréside le groupe écologiste depuis 2021.

## Biographie

### Origines et famille
Katharina Dröge naît le 16 septembre 1984 à Münster, en Rhénanie-du-Nord-Westphalie. Elle grandit avec son frère à Ladbergen, dans le même district. Son père se distingue au conseil municipal de la petite commune en défendant des causes écologistes.

### Études et parcours professionnel
Bénéficiant d'une bourse de la Studienstiftung des deutschen Volkes, Katharina Dröge étudie l'économie à l'université de Cologne de 2004 à 2010.
De 2010 à 2013[réf. nécessaire], elle travaille au ministère du Changement climatique, de l'Environnement, de l'Agriculture et de la Protection des consommateurs de Rhénanie-du-Nord-Westphalie.

### Parcours politique
Elle adhère en 2000 à l'Alliance 90/Les Verts après avoir été membre de la Jeunesse verte.
Elle préside la Jeunesse verte de Rhénanie-du-Nord-Westphalie de 2002 à 2006, puis les Verts de l'arrondissement de Cologne de 2008 à 2014.
Elle est élue députée au Bundestag lors des élections fédérales de 2013, représentant les districts d'Ehrenfeld, de Nippes et de Chorweiler de Cologne. Elle siège à la commission des affaires économiques et de l'énergie du Parlement. Elle est également la porte-parole du groupe parlementaire Alliance 90/Les Verts pour la politique de concurrence. En 2021, elle devient coprésidente du groupe parlementaire écologiste avec Britta Haßelmann.
Lors des négociations suivant les élections fédérales de 2021, afin de former une coalition avec le SPD et le FDP, Katharina Dröge dirige la délégation de son parti dans le groupe portant sur le travail, menant les discussions avec Hubertus Heil et Johannes Vogel.
Katharina Dröge est considérée comme faisant partie de l'aile gauche du parti écologiste.